# Владимиров, Эмил
Эмил Владимиров (болг. Емил Владимиров; род. 25 января 1952, Видин) — болгарский легкоатлет, специалист по метанию диска. Выступал за сборную Болгарии по лёгкой атлетике в 1970-х годах, чемпион Балкан, победитель и призёр первенств национального значения, участник летних Олимпийских игр в Москве.

## Биография
Эмил Владимиров родился 25 января 1952 года в городе Видин.
Впервые заявил о себе на международном уровне в сезоне 1970 года, когда вошёл в состав болгарской сборной и выступил на юниорском европейском первенстве в Коломбе, где с результатом 46,18 закрыл в метании диска десятку сильнейших.
В 1975 году в первый раз одержал победу на чемпионате Болгарии.
Будучи студентом, в 1977 году представлял Болгарию на домашней Универсиаде в Софии, став в своей дисциплине седьмым.
В 1978 году победил на чемпионате Балкан.
В 1979 году был четвёртым на Универсиаде в Мехико.
В 1980 и 1981 годах ещё дважды выигрывал чемпионаты Болгарии, установил свой личный рекорд — 65,28 метра. Благодаря череде удачных выступлений удостоился права защищать честь страны на летних Олимпийских играх в Москве — в финале метнул диск на 63,18 метра, расположившись в итоговом протоколе соревнований на седьмой строке.
Завершил спортивную карьеру по окончании сезона 1982 года.